# Synolulis rhodea
Synolulis rhodea är en fjärilsart som beskrevs av Turner 1903. Synolulis rhodea ingår i släktet Synolulis och familjen nattflyn. Inga underarter finns listade i Catalogue of Life.